# Eulalia di Mérida
Eulalia di Mérida (Mérida, 290 – Mérida, 304) è stata una giovane cristiana che ha subito il martirio sotto Diocleziano. È venerata dalla Chiesa cattolica il 10 dicembre ed è patrona di Mérida e Oviedo. Possibile duplicazione è Eulalia di Barcellona (290-303), la cui storia è simile.

## Agiografia

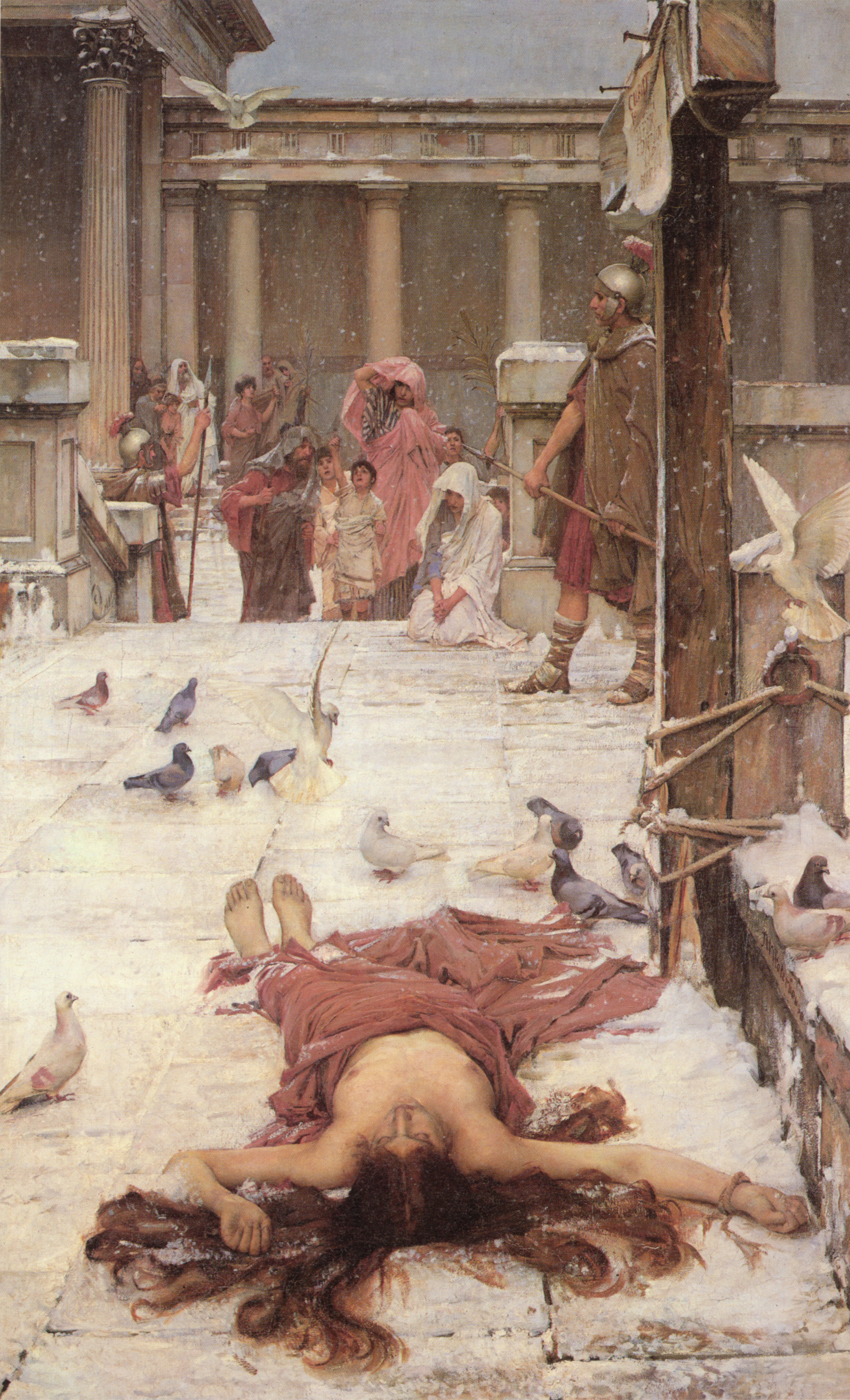
Martirio di Sant'Eulalia di John William Waterhouse (1885)

Sulla santa spagnola, nata a Mérida, la fonte principale è il Peristephanon lib. III di Prudenzio. Le testimonianze successive si trovano in Isidoro, Fortunato, Gregorio di Tours, Aldelmo e nella Passio Eulaliae, la quale probabilmente contiene qualche traccia degli atti del processo che pare fossero già perduti al tempo di Prudenzio. Tutte quante dipendono dal racconto di Prudenzio che, dopo aver favorito la fioritura di leggende intorno alla piccola Eulalia, ha ispirato anche la poesia moderna di Federico García Lorca.
Secondo la tradizione, Eulalia venne nascosta in campagna dai genitori che volevano evitare che ella si autoconsegnasse in tribunale per proclamarsi cristiana. A nulla sarebbe valsa la premura dei suoi, giacché la piccola si sarebbe fatta guidare dalla "luce di Cristo" attraverso le tenebre della notte per sentieri inaccessibili, riuscendo a raggiungere il tribunale senza essere scoperta. Davanti al giudice si sarebbe cimentata in un'animata dissertazione contro il paganesimo e i persecutori dei Cristiani.
Il suo rifiuto di compiere il gesto rituale di culto agli dei e il suo disprezzo contro il giudice e gli dei pagani ne decisero la condanna a morte. Alle torture Eulalia avrebbe resistito con forza sorprendente: nei segni dei colpi ricevuti ella avrebbe visto le testimonianze delle vittorie di Cristo. Quando venne data alle fiamme delle torce, ella si sarebbe lanciata senza esitazione a farsi inghiottire dal fuoco per affrettare il suo trapasso verso la vita eterna. Dalla bocca della martire, secondo il mito, sarebbe fuoriuscita la sua anima in forma di colomba bianca. Il miracolo avrebbe messo in fuga i carnefici attoniti. Il corpo straziato di Eulalia, abbandonato in mezzo a una strada, venne ricoperto da un manto di neve come da un lenzuolo di lino, interpretato come un segno di onore da parte della divinità.
Non abbiamo indicazioni cronologiche certe sul suo martirio. Prudenzio nomina "Maximianus" e la Passio Eulaliae colloca il suo martirio sotto la dominazione di Diocleziano, ma la notizia non va accettata senza riserve. Bisogna infatti tenere in considerazione il fatto che quando non si conosceva la cronologia di un martirio la tendenza era quella di collocarlo agli inizi del 300 sotto Diocleziano, il cui stretto collaboratore e complice spietato fu Massimiano, perché tale imperatore si macchiò di quella che è passata alla storia come la "grande persecuzione".

## Miracoli
A Pistoia il 10 dicembre del 1313, nel giorno della ricorrenza della festa di Sant'Eulalia, venne sventato l'assalto alle mura della città portato dalla forze di Uguccione della Faggiola. Tale avvenimento fu considerato un miracolo, e la santa spagnola venne eretta a protettrice della città, compatrona con Sant'Agata.